# هيرمان جوهانس
هيرمان جوهانس (بالإندونيسية: Herman Johannes)‏ هو سياسي إندونيسي، ولد في 28 مايو 1912 بجزيرة روتي في إندونيسيا، وتوفي في 17 أكتوبر 1992 في نفس البلد.